# Подмокли (Клатови)
Подмокли (чеш. Podmokly) је насељено мјесто са административним статусом сеоске општине (чеш. obec) у округу Клатови, у Плзењском крају, Чешка Република.

## Становништво
Према подацима о броју становника из 2014. године насеље је имало 169 становника.